# 尼德河畔莫维尔
尼德河畔莫维尔（法語：Morville-sur-Nied，法語發音：[mɔʁvil syʁ nje]）是法国摩泽尔省的一个市镇，属于萨尔堡-萨兰堡区。

## 地理
尼德河畔莫维尔（48°56'51"N, 6°26'4"E）面积5.64 平方千米，位于法国大東部大區摩泽尔省，该省份为法国东北部内陆省份，是洛林的一部分，西南接默尔特-摩泽尔省，东临下莱茵省，北与卢森堡和德国接壤。
与尼德河畔莫维尔接壤的市镇（或旧市镇、城区）包括：巴库尔、博德勒库尔、吕西、普雷沃库尔、圣埃夫尔、蒂蒙维尔。

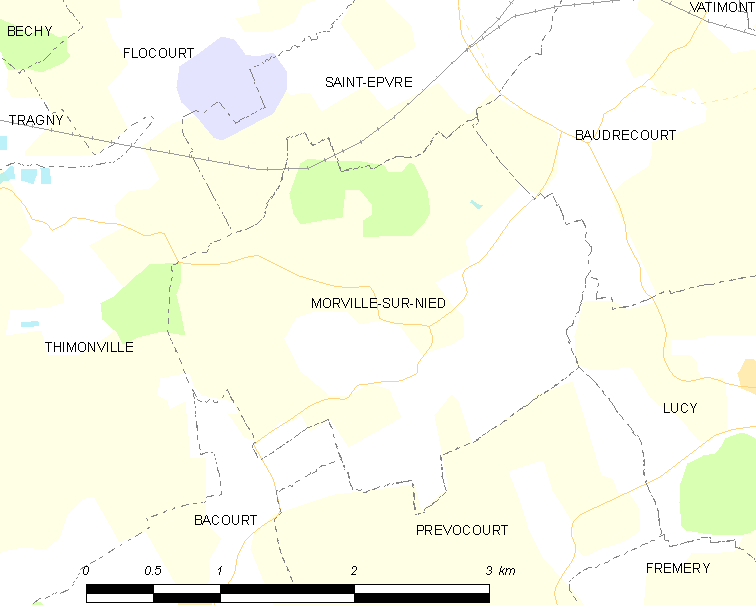
尼德河畔莫维尔的OSM定位图

尼德河畔莫维尔的时区为UTC+01:00、UTC+02:00（夏令时）。

## 行政
尼德河畔莫维尔的邮政编码为57590，INSEE市镇编码为57486。

## 政治
尼德河畔莫维尔所属的省级选区为索努瓦县。

## 人口

1962-2008年间尼德河畔莫维尔人口变化图示

尼德河畔莫维尔于2022年1月1日时的人口数量为118人。